# Thank You All Very Much
Thank You All Very Much (engelska: A Touch of Love) är en brittisk långfilm från 1969 i regi av Waris Hussein, med Sandy Dennis, Ian McKellen, Eleanor Bron och John Standing i rollerna.

## Handling
Rosamund Stacey (Sandy Dennis) är en ung tjej som bor i London. Hon studerar för att ta sin doktorsexamen vid British Museum och försöker undvika sexuella inviter från män i  sin omgivning. Allt ändras när hon träffar nyhetsuppläsaren George Matthews (Ian McKellen). Hon blir gravid, och försöker genomföra en abort som misslyckas, vilket leder till att hon bestämmer sig för att behålla barnet.

## Rollista
| Sandy Dennis       | – Rosamund Stacey |
| Ian McKellen       | – George Matthews |
| Eleanor Bron       | – Lydia Reynolds  |
| John Standing      | – Roger Henderson |
| Michael Coles      | – Joe Hurt        |
| Rachel Kempson     | – Sister Henry    |
| Peggy Thorpe-Bates | – Mrs. Stacey     |
| Kenneth Benda      | – Mr. Stacey      |
| Sarah Whalley      | – Octavia         |
| Shelagh Fraser     | – Miss Gurnsey    |
| Deborah Stanford   | – Beatrice        |
| Margaret Tyzack    | – Sister Bennett  |
| Roger Hammond      | – Mike            |
| Maurice Denham     | – Doctor Prothero |